# Amt Uecker-Randow-Tal
Het Amt Torgelow-Ferdinandshof is een samenwerkingsverband van 13 gemeenten in het  Landkreis Vorpommern-Greifswald in de Duitse deelstaat Mecklenburg-Voor-Pommeren. Het amt telt 7.010 inwoners. Het bestuurscentrum bevindt zich in de stad Pasewalk, die zelf geen deel uitmaakt van het amt. 

## Gemeenten
1. Brietzig (195)
2. Fahrenwalde (270)
3. Groß Luckow (199)
4. Jatznick (2.239)
5. Koblentz (202)
6. Krugsdorf (456)
7. Nieden (158)
8. Papendorf (214)
9. Polzow (248)
10. Rollwitz (903)
11. Schönwalde (438)
12. Viereck (1.020)
13. Zerrenthin (468)